# رود ديفيز
رود ديفيز (بالإنجليزية: Rod Davies)‏ هو عالم فلك بريطاني، ولد في 8 يناير 1930 في Balaklava, South Australia ‏ في أستراليا، وتوفي في 8 نوفمبر 2015.